# Tarasovskij rajon
Il Tarasovskij rajon, in russo Тарасовский район?, è un rajon dell'Oblast' di Rostov, nella Russia europea. Istituito nel 1924, il capoluogo è Tarasovskij.